# 네페르템
네페르템(Nefertem)은 고대 이집트의 향기와 아름다움, 치유의 신이다. 고대 이집트어에서 '네페르템'은 '꽃잎을 닫는 이, 혹은 꽃잎을 닫지 않는 이'라는 뜻을 가지고 있으며, 네페르툼, 네페르-템, 네페르-테무로 읽기도 한다, 네페르템은 세계의 창조 때 태초의 물에서 솟아오른 연꽃으로부터 나온 신이다. 네페르템은 태초의 물로부터 나온 이집트의 푸른 수련(睡蓮) 안에서 솟아올랐으므로, 그는 최초의 햇빛과 이집트의 푸른 연꽃의 쾌적한 향기 모두를 상징했다. 네페르템을 나타내는 이름으로 “아름다운 이”와 “태양의 수련”이 있다.
사자의 서에 의하면,“푸른 수련으로부터 네페르템처럼 솟아올라, 라(Ra. 창조자이며 태양신)의 코로 향하고, 매일 수평선 위로
나오라.”라고 적힌 부분이 있다. 네페르템은 종종 창조의 신 프타(Ptah)의 아들로 보여졌으며, 여신 세크메트(Sekhmet)와 바스테트(Bastet)는 때때로 그의 어머니로 불렸다. 예술작품에서 네페르템은 보통 머리 위에 푸른 수련이 있는 아름다운 젊은 남성으로 표현된다. 바스테트의 아들로서 그는 때때로 사자의 머리를 한 모습으로 표현되거나 엎드린 사자 또는 고양이로 표현되기도 한다. 고대 이집트 사람들은 종종 그의 작은 조각상을 행운의 장식물로 몸에 지니고 다녔다.